# Alodia

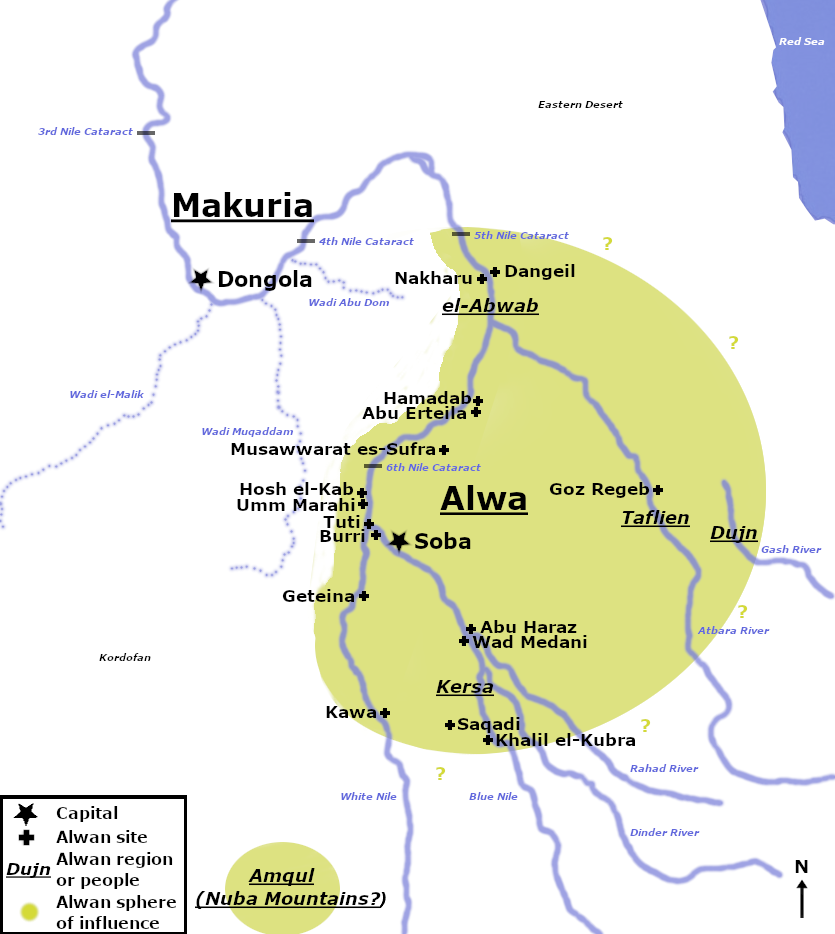
Alodia volgens de beschrijvingen van Ibn Hawqal

Alodia, ook bekend als Alwa of Aloa, was een middeleeuws koninkrijk in het huidige centraal- en zuidelijk Soedan. De hoofdstad was Soba, gelegen aan Blauwe Nijl kort voor de samenloop met de Witte Nijl, 19 km van de huidige Soedanese hoofdstad Khartoem.
Na het verval van het koninkrijk Koesj in de 4e eeuw v.Chr. ontstonden van noord tot zuid de drie koninkrijken Nobatia, Makuria en Alodia. Voor het eerst vermeld in 569 werd het in 580 bekeerd tot het Koptisch christendom. Haar bloeitijd duurde van de 9e tot 12e eeuw, toen het grote delen van Al-Jazirah, de Noeba-bergen en de Butana beheerste en zelfs tot aan de kust van de Rode Zee reikte. Het had ook dynastieke relaties met Makuria. In de 13e eeuw begint een periode van verval. De 14e eeuw ziet een massale immigratie van Arabische stammen in het boven-Nijl-gebied, waarbij sommigen tribuut betaalden aan de koning van Alodia, terwijl anderen hun eigen territoria stichtten.
Omstreeks 1500 werd Soba veroverd en vernietigd door ofwel de Arabieren, de Funj, of een verbond van beiden. Hierna stichtten de Funj het Sultanaat van Sennar en begon een proces van Arabisering en islamisering, welke resulteerde in de huidige Soedanees-Arabische identiteit.

## Geschiedenis

### Ontstaan
Lang voor de stichting van het koninkrijk zijn uit verschillende bronnen varianten van haar naam bekend. Een Koesjietische stele uit de regeringsperiode van Nastasen (laat-4e eeuw v.Chr.) vermeld het gebied Alut, echter zonder concrete locatie. Plinius de Oudere noemt Alwa in zijn lijst van steden van Koesj, ergens ten zuiden van Meroë. Een inscriptie in het Ge'ez door Ezana, koning van Aksum (mid-4e eeuw AD) noemt een stad genaamd Alwa, gelegen aan de samenstroom van de Nijl en de Atbarah. De stad wordt genoemd in verband met een strafexpeditie tegen de oorlogszuchtige Nobatae welke zelfs de grenzen van Aksum bedreigden. De inscriptie beschrijft hoe de Aksumieten de Nobatae versloegen en hen westwaarts dreven tot aan Alwa. De tekst maakt duidelijk dat het voormalige kernland van Koesj nu door de Nobatae beheerst werd.
Na de ondergang van Koesj als gecentraliseerde staat die de gehele Midden-Nijlregio regeerde zagen de Nobatae kans de macht over te nemen en hun eigen vorstendommen te stichten. Deze post-Meroïtische overgangsperiode duurde van ca. 350 tot 550. Veel van de Meroïtische cultuur ging verloren, zoals op de pottenbakkersschijf geproduceerd aardewerk en faience. In plaats van de piramides en Mastabas kwamen onderaardse graftombes onder grote grafheuvels. De taal van Koesj, het Meroïtisch, verdween en werd vervangen door dialecten van het Oud-Nubisch, de taal van de Nobatae. Na de kerstening werd het Grieks gebruikt voor religieuze teksten.
De stichting van Nobatia (vroeg-5e eeuw) en Makuria (ca. 500) zijn historisch goed beschreven. Wanneer Alodia als staat gesticht werd is echter onbekend, evenmin wanneer Soba hoofdstad werd. Archeologisch onderzoek toont dat Soba pas gedurende de 6e eeuw een belangrijk stedelijk centrum werd. In 569 wordt Alodia dan voor het eerst vermeld.

### Kerstening en bloei

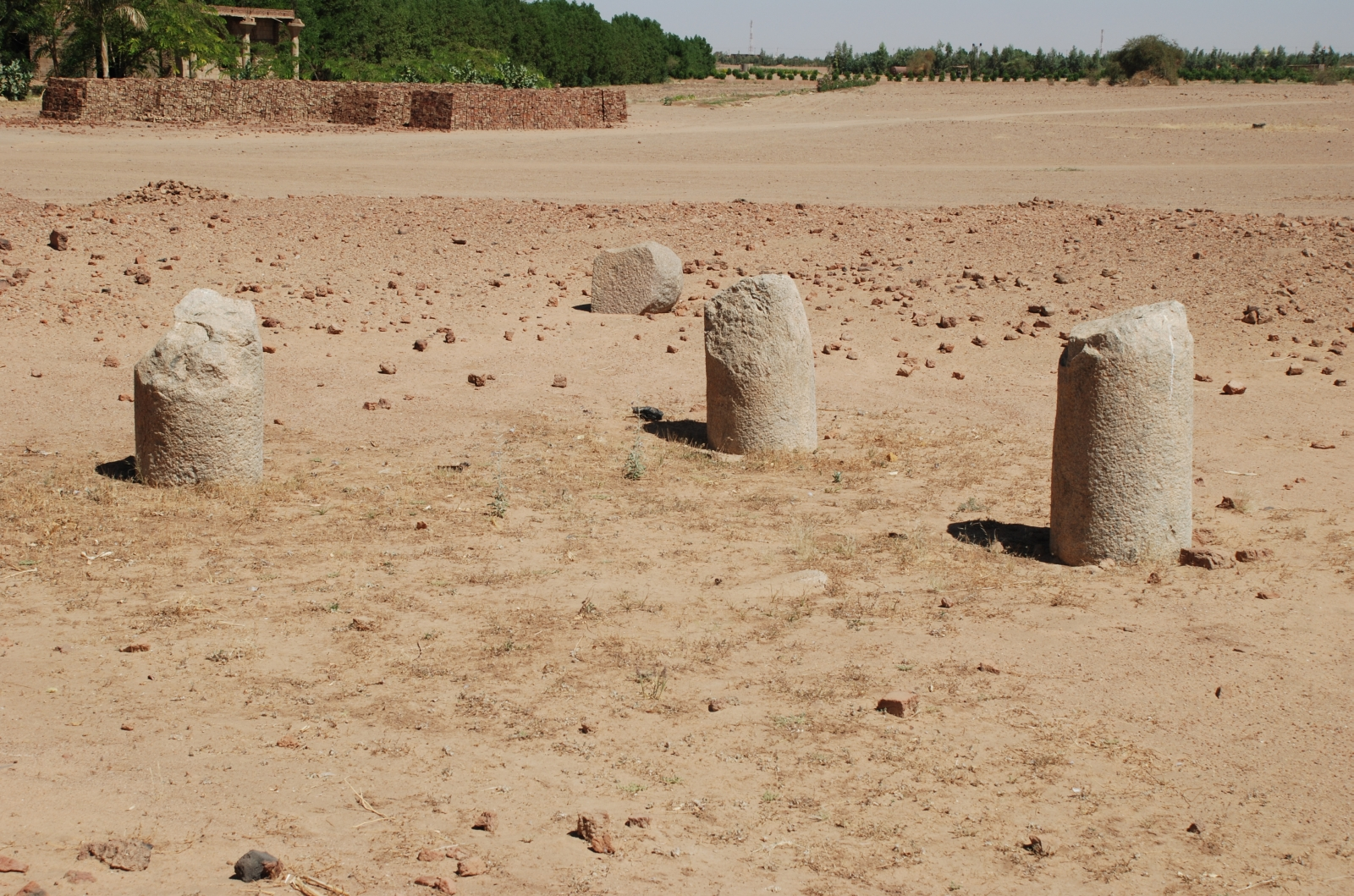
restanten van een kerk bij Soba

Johannes van Ephesos beschrijft hoe de koning van Alodia kennisnam van de kerstening van Nobatia (543) en Makuria (568-569). De koning zond een afvaardiging naar Nobatia met het verzoek een bisschop te sturen om zijn volk "te onderwijzen en te dopen". In 580 werd aan dit verzoek voldaan en de koning, zijn gezin en de plaatselijke adel werden gedoopt.
Na Johannes van Ephesos blijven de berichten over Alodia schaars. In 640-641 veroverden de Omajjaden Egypte op het Byzantijnse Rijk, en isoleerden daarmee de Nubische koninkrijken van de spirituele leiding van Constantinopel. Aanvallen op Makuria volgden in 642 en 652 maar werden afgeslagen.
In dezelfde periode begon een Arabische migratie naar de westkust van de Rode Zee, met de stichting van de havensteden Aidhab (632-634), Badi (637) en Sawakin.
De Arabische geschiedschrijver Ya'qubi beschreef in de 9e eeuw Alodia als een groot koninkrijk, machtiger dan Makuria. In de 10e eeuw beschreef Ibn Hawqal Alodia ('Alwa) als het welvarendste deel van Nubië, met een ononderbroken keten van nederzettingen op een doorgaande strook gecultiveerd land. De koning, Asabiyus (Eusebius), had zijn kroon geërfd van zijn oom Astabanus (Stephanos), hetgeen wijst op een matrilineaire afstamming. Ibn Sulaym al-Aswani, een ambassadeur van de Fatimiden in Makuria, wordt door Al-Maqrizi geciteerd zeggende dat Alodia groter en machtiger dan Makuria was, en een groter leger bezat. Soba was een welvarende stad met "uitstekende bouwwerken, woningen, kerken vol goud en tuinen".
In Qasr Ibrim gevonden brieven uit de 12e eeuw worden twee koningen van Alodia genoemd, Basilius en Paulus.
De laatste gedetailleerde  beschrijving van Alodia is door de Koptische priester Abu al-Makarim (omstreeks 1200). In zijn beschrijving der kerken en kloosters van Egypte en Nubië stelt hij vast dat Alodia nog rond 400 kerken bezat, en Soba nog steeds een volledig christelijke stad was.

### Neergang
Volgens Ibn Sa'id al-Maghribi werden Nubië en Abessinië in 1220 aangevallen door de naakte Damadim. Deze Damadim, mogelijk de voorouders van de huidige Dinka, kwamen uit het gebied van de Bahr-al-Ghazal, in het noordwesten van Zuid-Soedan. Soba werd mogelijk rond deze tijd vernietigd. Aan het eind van de 13e eeuw wordt Waylula als hoofdstad genoemd, en kort daarop Kusa, geïdentificeerd als Zankor in West-Kordofan. Een hernieuwde invasie van naakte volkeren uit het zuiden wordt vermeld.
In Egypte waren de Mammelukken aan de macht gekomen, welke gedurende de 13e en 14e eeuw meerdere invasies in Makuria ondernamen. In 1316-17 verjoegen de Mamelukken Arabische bendes van de oevers van de Atbara naar Kassala. Op hun terugtocht plunderden zij Al-Abwab, genoemd als een van Alodia afgesplitst vorstendom.
De Mamelukken verboden de patriarch van Alexandrië nog langer priesters naar Alodia te sturen. Zonder deze sprirituele leiding raakte het christendom in Alodia in verval, en een Portugese reisgenoot van Francisco Álvares verklaarde aan het begin van de 16e eeuw dat de Nubiërs zichzelf weliswaar als christenen beschouwden maar zo weinig onderwijs ontvingen dat ze nauwelijks kennis van het geloof hadden. In 1520 kwamen daarom Nubische ambassadeurs aan het hof in Ethiopië en vroegen de keizer priesters te sturen om de neergang van het geloof in hun land tegen te gaan.
De 14e-eeuwse geleerde Ibn Khaldun beschreef de immigratie van Arabische stammen in het huidige Soedan:
Sommige van hen staken over naar de westelijke kust [van de Rode Zee] en verspreidden zich tussen de Ṣa'īd [de Oost-Egyptische woestijn] en het land van de Ḥabasha [Ethiopië]: daar waren ze talrijker dan de andere inheemse volkeren en veroverden het land van de Nūba [Nobatae]; ze verspreiden hun eigen religie en maken een einde aan hun koninkrijk. (...) de clans van de Juhayna-Arabieren (...) hebben het [Nubië] tot een plaats van plundering en wanorde gemaakt. Aanvankelijk probeerden de Nubische koningen ze te controleren, maar faalden; toen probeerden ze bij hen in de gunst te raken door hun dochters aan hen uit te huwelijken. Het gevolg was dat hun koninkrijk uiteen viel en door vererving via hun moeders aan zonen van de Juhayna overging, overeenkomstig de gewoonte van de ongelovigen, die de opvolging vastlegt naar de zuster of de zoon van de zuster. Op deze manier viel hun koninkrijk uiteen en namen de Arabische nomaden van de Juhayna-stam het in bezit. Maar hun heerschappij behield niets van de monarchistische heerschappij van de [Nubische] koningen, vanwege het kwaad dat discipline onder hen [de nomaden] onmogelijk maakt. Dientengevolge raakten de Nubiërs verdeeld in vele partijen en zo zijn ze tot op de dag van vandaag gebleven. Geen spoor van efficiënte autoriteit bleef in hun land behouden.
De Arabische migratie richtte zich vooral op de pastorale vlaktes van de Butana en Al-Jazirah, het hartland van Alodia. De eerste nomaden bereikten de vallei van de Blauwe Nijl in de 14e eeuw, het dal van de Witte Nijl werd gedurende de 15e eeuw veroverd. In de Witte Nijl kwamen de Arabische immigranten tot Aba-eiland. In 1474 stichtten de Arabieren de stad Arbaji aan de Blauwe Nijl. Gedurende de tweede helft van de 15e eeuw hadden de Arabieren zich gevestigd in het grootste deel van de centrale Nijlvallei, behalve rond Soba zelf. De Nubische rijken waren volledig versplinterd in zo'n 150 bevelhebberschappen aan beide zijden van de Nijl.

### Het einde
Naar verluidt werd Soba tweemaal aangevallen door de Arabieren.
De eerste aanval vond plaats in 1476, onder leiding van Emir Humaydan. De Arabieren wonnen en doodden de Alodische koning Afaiq. Hierna verdeelden ze de Blauwe Nijl onder hun mensen, waarbij de Ja'alin alles ten noorden van Karkoj kregen en de Juhayna het land ten zuiden daarvan.
De spanningen tussen de Ja'alin en de Juhayna liepen echter geleidelijk op, terwijl de Nubiërs hun krachten weer verzamelden. De emir van de Juhayna, Abdallah Jamma (Abdallah al-Qurayn), sloot een verbond met Amara Dunqas, leider van de Funj, waarbij hij in ruil voor diens hulp zich aan hem zou onderwerpen.
De patriarch van Alodia verzamelde een leger van Nubiërs, Blemmyes en Ethiopiërs om te strijden voor hun godsdienst. In 1509 kwam het tot de beslissende slag over Soba. Onder leiding van Abdallah en met de hulp van een leger van Funj konden de Arabieren de christelijke legers omsingelen en de patriarch doden. Soba werd met zijn vier resterende kerken geplunderd en afgebrand.
Amara Dunqas stichtte hierna het sultanaat van Sennar.